# Sergiu Muth
Horațiu Sergiu Muth (Târnăveni, 24 luglio 1990) è un ex calciatore rumeno, di ruolo difensore.

## Carriera

### Club
Ha giocato nel Gaz Metan Mediaș.

### Nazionale
Ha giocato con le nazionali rumene Under-17, Under-19 e Under-21; con quest'ultima ha debuttato in un incontro ufficiale valido per le qualificazioni al campionato europeo contro la Slovacchia il 1º giugno 2012.